# Phaselia deliciosaria
Phaselia deliciosaria är en fjärilsart som beskrevs av Lederer 1855. Phaselia deliciosaria ingår i släktet Phaselia och familjen mätare. Inga underarter finns listade i Catalogue of Life.